# Dawon (cantante surcoreana)
Nam Da-won (en coreano: 남다원 (); Seúl, 27 de mayo de 1997), conocida monónimamente como Dawon, es una cantante y actriz surcoreana. Ella es miembro del grupo femenino surcoreano WJSN.

## Biografía
Dawon nació el 16 de abril de 1997 en Seúl. Se graduó de la escuela secundaria Chungdam.

## Carrera

### Predebut
Dawon apareció en la segunda temporada del programa de competencia de telerrealidad de Corea del Sur K-pop Star 2, que se emitió en 2012. Se unió a Starship Entertainment como aprendiz poco tiempo después.

### 2016-presente: Debut con WJSN y trabajos en solitario
El 25 de febrero de 2016, Nam hizo su debut como miembro del grupo femenino surcoreano WJSN con su EP debut Would You Like?.
El 14 de julio de 2016, lanzó el sencillo "Shalala Romance" para la banda sonora de la serie de televisión Lucky Romance. Más tarde, en 2016, Dawon apareció como concursante en el programa de competencia de canto Girl Spirit, que se emitió en JTBC del 19 de julio al 27 de septiembre de ese año. El 8 de noviembre de 2016, Dawon y su compañera de sello Junggigo lanzaron el sencillo «I Will Love You Piece By Piece» para la banda sonora de la serie de televisión Sweet Stranger and Me. El 17 de diciembre de 2016, Dawon y su compañera de WJSN Yeonjung lanzaron una grabación en coreano de «Fire & Ice», una canción de la banda sonora de la película infantil rusa The Snow Queen 3: Fire and Ice. El 5 de noviembre de 2017, "Go Ready Go", fue lanzado como parte de la banda sonora de la serie de televisión Revolutionary Love.
En 2020, Dawon hizo su debut actoral en la película musical K-School. El estreno de la película estaba originalmente previsto para diciembre de 2020, pero el estreno se retrasó debido a una controversia que involucró a un miembro del elenco. La película finalmente se estrenó el 21 de febrero de 2024.
Dawon, junto con Yeonjung, participaron en Immortal Songs: Singing the Legend. Actuaron con Xitsuh y Koo Jun-yup, y finalmente se convirtieron en los ganadores finales. El 10 de agosto, Dawon y Yeonjung lanzaron una versión de "Starlight" de Taeyeon para NORAE-ing LIVE of Time. La pareja luego apareció en Jo Se-ho's Wine Bar.
El 3 de marzo de 2023, Dawon dejó Starship Entertainment después de que finalizara su contrato, sin embargo, se dijo que no dejaría el grupo.

## Vida personal
El 22 de febrero de 2022, la agencia de Dawon confirmó que suspenderá temporalmente sus actividades debido a la ansiedad. Su plan era centrarse en su tratamiento. Sin embargo, se recuperó al poco tiempo y continuó con su actividad normal.

## Discografía

### Como artista principal
| Título                                                                                       | Año  | Posición más alta en los gráficos | Ventas | Álbum    |
| Título                                                                                       | Año  | COR                               | Ventas | Álbum    |
| -------------------------------------------------------------------------------------------- | ---- | --------------------------------- | ------ | -------- |
| "Stronger" (con Yeonjung)                                                                    | 2022 | —                                 | —      | Sequence |
| "—" denota lanzamientos que no aparecieron en las listas o que no se lanzaron en esa región. |      |                                   |        |          |

### Apariciones en bandas sonoras
| Título                                                                                       | Año  | Posición más alta en los gráficos | Álbum                              |
| Título                                                                                       | Año  | COR                               | Álbum                              |
| -------------------------------------------------------------------------------------------- | ---- | --------------------------------- | ---------------------------------- |
| "Shalala Romance" ( 샤랄라 로맨스)                                                           | 2016 | —                                 | Lucky Romance OST Part 4           |
| "i Will Love You Piece By Piece" ( 소소하게 조금씩 ) (con Junggigo)                          | 2016 | —                                 | Sweet Stranger and Me OST Part 4   |
| "Fire & Ice" (con Yeonjung)                                                                  | 2016 | —                                 | The Snow Queen 3: Fire and Ice OST |
| "Go Ready Go"                                                                                | 2017 | —                                 | Revolutionary Love OST Part 3      |
| "—" denota lanzamientos que no aparecieron en las listas o que no se lanzaron en esa región. |      |                                   |                                    |

### Créditos de composición
Todos los créditos de las canciones están adaptados de la base de datos de la Asociación de Derechos de Autor de Música de Corea, a menos que se indique lo contrario.
| Título                     | Año  | Artista | Álbum       |
| -------------------------- | ---- | ------- | ----------- |
| "Ujung" (우주정거장)       | 2019 | WJSN    | WJ Stay?    |
| "Full Moon"                | 2019 | WJSN    | As You Wish |
| "Stronger" (with Yeonjung) | 2022 | WJSN    | Sequence    |

## Filmografía

### Películas
| Año  | Título   | Título  | Rol    | Ref.   |
| Año  | Inglés   | Coreano | Rol    | Ref.   |
| ---- | -------- | ------- | ------ | ------ |
| 2024 | K-School | K스쿨   | Soo-ah | [ 23 ] |

### Programas de televisión
| Año  | Título       | Título    | Rol         | Notas              | Ref.         |
| Año  | Inglés       | coreano   | Rol         | Notas              | Ref.         |
| ---- | ------------ | --------- | ----------- | ------------------ | ------------ |
| 2012 | K-pop Star 2 | K팝스타 2 | Concursante | Aparición predebut | [ 24 ]       |
| 2016 | Girl Spirit  | 걸스피릿  | Concursante |                    | [ 4 ] [ 25 ] |